# نمونه‌گیری طبقه‌بندی‌شده

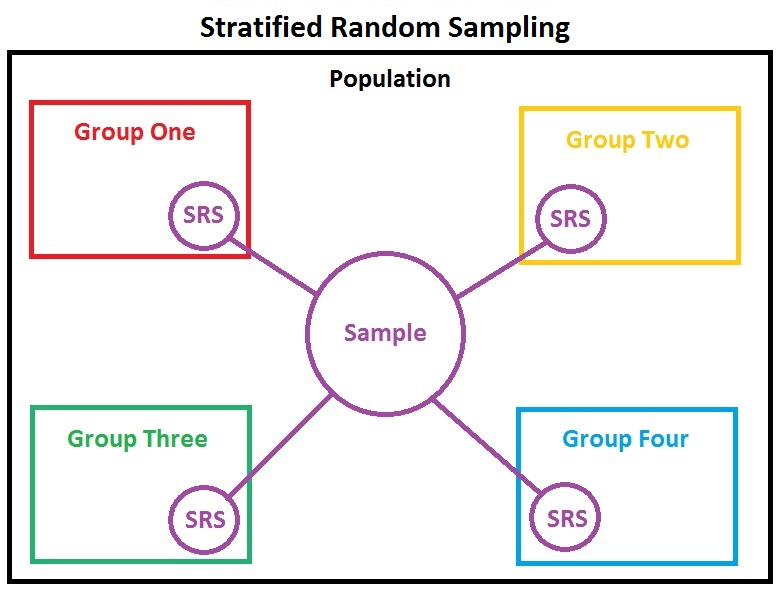
نمونه آمار طبقه‌بندی شده (آمار به چهار گروه تقسیم شده‌است)

در آمار، نمونه‌گیری طبقه‌بندی‌شده، روشی برای نمونه‌گیری از جامعه آماری است.
در روش‌های آمارگیری، زمانی‌که زیرجامعه‌های داخل یک جامعه کلی متنوع می‌گردد، نمونه‌گیری مستقل از هر زیرجامعه مفید خواهد بود. طبقه‌بندی فرایند تقسیم اعضای جامعه به زیرمجموعه‌های مشابه، قبل از نمونه‌گیری می‌باشد. طبقات باید انحصار متقابل داشته باشند یعنی هر عنصر در جمعیت باید تنها به یک مجموعه مرتبط باشد. مجموع زیرمجموعه‌ها باید برابر کل جامعه باشد: نباید هیچ عنصری از جامعه از قلم افتد. سپس نمونه‌گیری تصادفی ساده یا نمونه‌گیری اصولی در هر طبقه به کار می‌رود. این موضوع اغلب نمایندگی نمونه را با کاهش خطای نمونه‌گیری بهبود می‌بخشد. این می‌تواند سبب ایجاد یک میانگین وزنی شود که نسبت به میانگین حسابی یک نمونه‌گیری تصادفی ساده تغییرپذیری کمتری دارد.
در آمار محاسباتی، نمونه‌گیری طبقه‌بندی‌شده روشی از کاهش واریانس در زمان استفاده از روش مونت‌کارلو می‌باشد که برای تخمین جامعه آماری از یک جامعه آشنا به کار می‌رود.

## نمونه کاربردی
فرض کنید که ما باید میانگین تعداد رای‌دهندگان برای هر نماینده در یک رای‌گیر تخمین بزنیم. کشور سه شهر دارد که شهر A و B و C به ترتیب دارای ۱ میلیون کارگر صنعتی، ۲ میلیون کارمند اداری و ۳ میلیون بازنشته ارتش دارد. ما می‌توانیم یک نمونه‌گیری تصادفی با اندازه ۶۰ روی کل جمعیت انتخاب کنیم اما بعضی انتخاب‌های نمونه‌گیری تصادفی بالانس خوبی بین این شهرها نتیجه نمی‌دهد بنابراین این انحراف ایجاد شده باعث یک خطای عمده در تخمین می‌شود. در عوض اگر ما یک نمونه تصادفی به ترتیب شهرها با اندازه‌های ۱۰ و ۲۰ و ۳۰ بگیریم سپس ما می‌توانیم خطای کوچکی در تخمین برای سایز کلی نمونه تولید کنیم.
توضیح دکتر کاوه ئی: با توجه به اینکه طبق تعریف، «جامعه آماری شامل افراد یا اشیائی می‌باشد که دارای حداقل یک صفت مشترک می‌باشند»، در این مثال بهتر بود صفت اعضای جامعه یکی در نظر گرفته می‌شد. سه صفت (کارگر صنعتی، کارمند اداری و بازنشسته) شبهه ایجاد می‌کند. مگر اینکه صفت مورد نظر «کارکردن» در سه شهر باشد.

## استراتژی نمونه‌گیری طبقه‌بندی شده
۱. تخصیص نسبی از یک تابع نمونه‌گیری در هر طبقه استفاده می‌کند که متناسب با کل جمعیت است. برای نمونه اگر جمعیت شامل X شخص که m تا مرد و f تا زن باشد(m+f=X). سپس سایز نسبی دو نمونه (x1=m/X مردها،x2=f/X زن‌ها) باید این نسبت منعکس کند.
۲. تخصیص بهینه (یا تخصیص بی تناسب) هر طبقه با انحراف معیار استاندارد نسبت داده می‌شود. بزرگ‌ترین نمونه‌ها در طبقاتی با بزرگ‌ترین تغییرپذیری در نظر گرفته شده‌اند تا واریانس نمونه‌گیری حداقل ممکن را تولید کند.